# La Concepción (Wenezuela)
La Concepción – miasto w Wenezueli, w stanie Zulia, siedziba gminy Jesús Enrique Lossada.
Według danych szacunkowych na rok 2015 liczy 71 100 mieszkańców.